# Denza

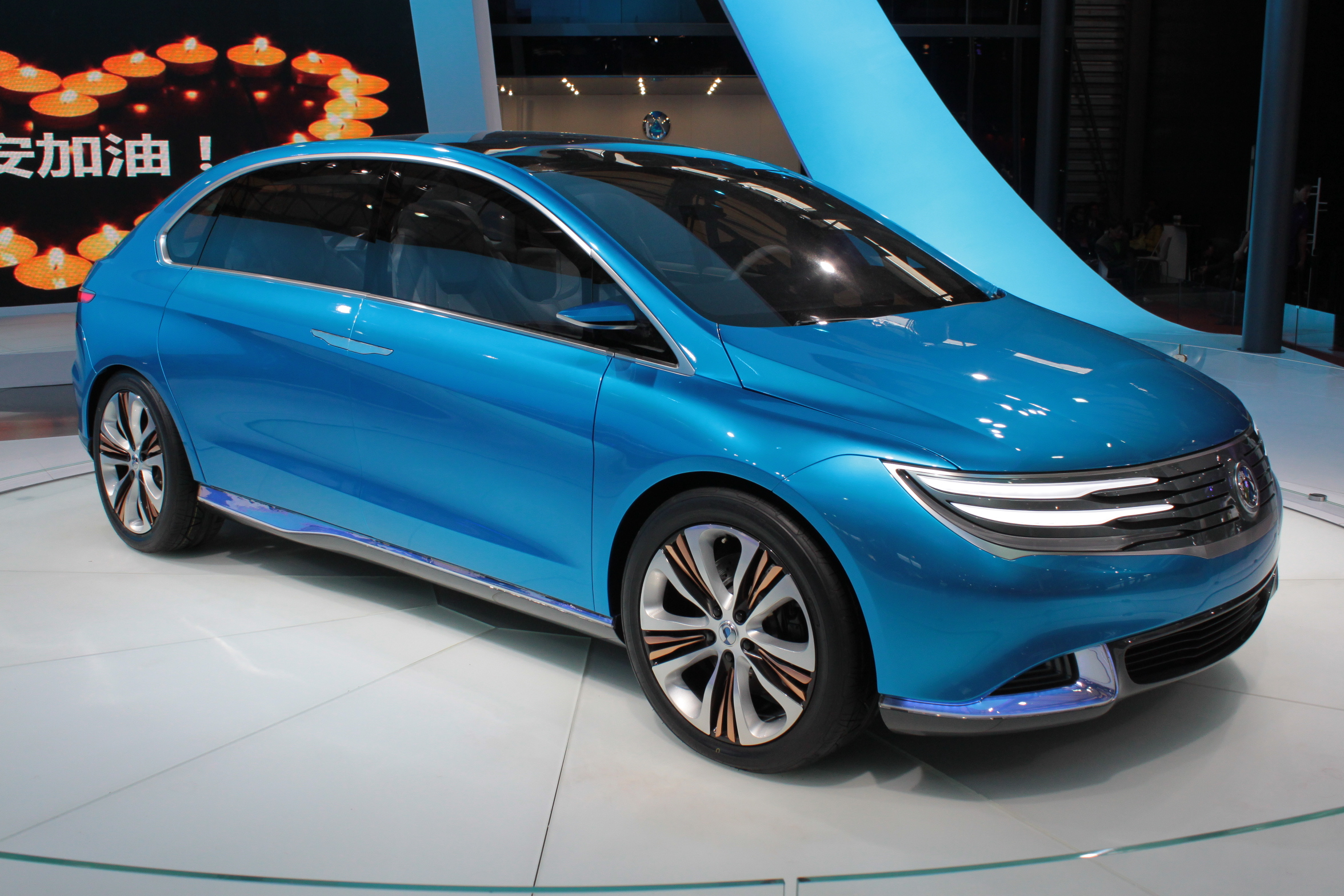
Automobilul concept Denza la Auto Shanghai 2013

Denza este un automobil electric fabricat prin joint-venture între BYD Auto și Daimler AG în China (Shenzhen), comercializat pe piața chineză din 2014. Modelul are o autonomie de aproximativ 300 km. Dispune de un motor electric de 86 kW (115 cai-putere), atinge viteză maximă de 150 km/h. Utilizează acumulator litiu-fier-fosfat (Lifepo4) de 47.5 kWh